# Bräcke by
Bräcke by ligger cirka 3 kilometer väster om Kärna i Kungälvs kommun. Bräcke ligger i Torsby socken, fyra kilometer från Kattegatts kust och sju kilometer norr om Nordre älvs mynning.
Bräcke soldattorp är från 1830-talet, och ligger vid "Råckerödspasset", cirka 700 meter öster om Bräcke by.